# Von Steuben Day

Il fiordaliso è il fiore e il logo ufficiale del von Steuben Day a New York.

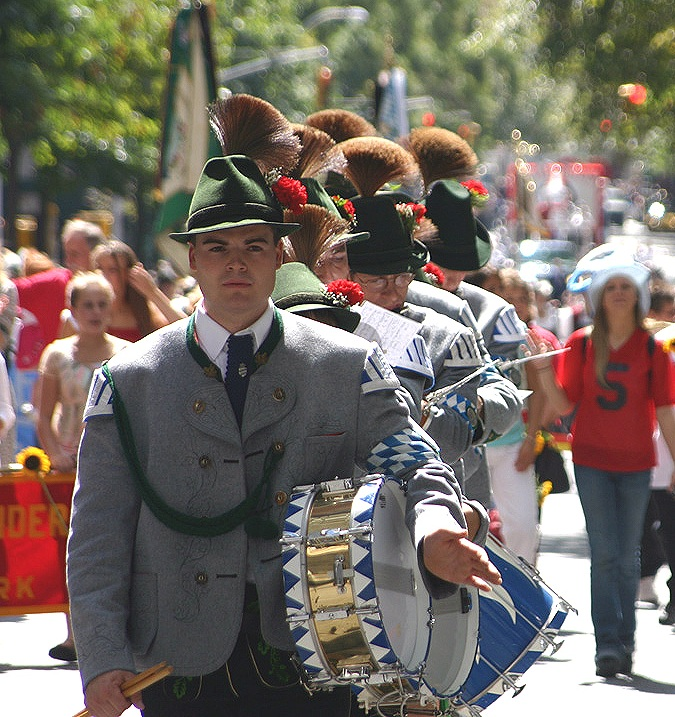
Parata del von Steuben Day.

Lo Steuben Day è un giorno festivo americano che si tiene in un fine settimana di settembre (von Steuben è nato il 17 settembre), in occasione della celebrazione del barone Friedrich Wilhelm von Steuben, che è stato volontario al fianco del generale George Washington, ed è generalmente considerato negli Stati Uniti come l'evento tedesco-americano dell'anno.
I tedeschi americani sono ancora il più grande gruppo di immigrati negli Stati Uniti. Circa il 15% di tutti gli americani è di origine tedesca o discendente. Solo a New York City vivono circa 500.000 persone di origine tedesca. La Steuben Parade è uno dei più grandi festival sulla costa orientale degli Stati Uniti ed è visitato da diverse migliaia di persone ogni anno.

## Evento
Parate e balli sono organizzati in alcune città degli Stati Uniti, principalmente quelle con una significativa immigrazione tedesca.
La più grande celebrazione si svolge a New York il terzo sabato del mese con una sfilata sulla Quinta Strada e una festa simile al festival della birra tedesca a Central Park. La sfilata è stata creata nel 1957 ed è diventata una delle maggiori celebrazioni tedesche negli Stati Uniti.
Nel 2007, per il 50º anniversario, l'ex segretario di Stato americano Henry Kissinger (di origine tedesca) è stato accolto come Gran Maresciallo e l'ex cancelliere Helmut Kohl come ospite d'onore.
Altre sfilate si tengono tradizionalmente a Chicago all'inizio del mese di settembre con festeggiamenti che celebrano la cucina, la musica e le tradizioni tedesche (costumi, balli). Altre sfilate di Steuben si svolgono a Filadelfia e lo Steuben Day viene celebrato anche in altre città della 
Pennsylvania.
Nel 2013 la Francia è invitata a celebrare il 50º anniversario del Trattato dell'Eliseo.